# Ernst Kummer
Ernst Eduard Kummer, född 29 januari 1810 i Sorau, Brandenburg, Preussen, död 14 maj 1893 i Berlin, Tyskland, var en tysk matematiker.

## Biografi
Ernst Kummer var professor i matematik 1834-42 vid gymnasiet i Liegnitz och 1842-55 vid universitetet i Breslau. Han kallades som professor 1855 till Berlin där han även under några år samtidigt hade en lärarbefattning vid Krigsakademien och en längre tid tjänstgjorde som vetenskapsakademiens ständige sekreterare. 
Kummer ägnade sitt vetenskapliga forskningsarbete främst åt talteorin och den syntetiska geometrin. Det är till stor del hans förtjänst att teorin för ideala primfaktorer utvecklades till de komplexa talen och teorin för rätlinjiga strålknippen. 
Han framställde bland annat även den allmänna teorin för reciprocitetslagarna i avseende på rester och icke-rester för potenser, vilkas grad är ett primtal, samt behandlade en anmärkningsvärd yta av fjärde graden, som kom att kallas Kummerska ytan efter honom.
De flesta av hans skrifter publicerades i Berlinakademins handlingar och August Leopold Crelles "Journal für die reine und angewandte Mathematik". Hans mest kända verk är Theorie der idealen Primfactoren der complexen Zahlen (1857) och Allgemeine Theorie der geradlinigen Strahlensysteme (1859).
Kummer invaldes 1873 som utländsk ledamot av Kungliga Vetenskapsakademien.